# Sziládi Lajos
Sziládi Lajos, Szilády (Debrecen, 1827. július 24. – Kecskemét, 1883. október 26.) országgyűlési képviselő.

## Életútja
Szilády Károly kecskeméti nyomdatulajdonos és Konyári Mária református nemes szülők fia, 1827. július 30-án keresztelték. Középiskoláit szülőhelyén, majd Kecskeméten, Eperjesen és Pesten végezte. Műegyetemi tanulmányainak végeztével mérnöki oklevelet nyert és hazament Kecskemétre. Az 1848-49. évi szabadságharcban mint tüzér vett részt és főhadnagy lett. 1848 decemberétől főtüzér volt a 9. három-fontos gyalogütegnél a felső-tiszai (I.) hadtestben. Ezután tűzmester, majd 1849. február 6-tól (1.) hadnagy. A péterváradi vártüzérség 2. századának tisztje volt, amikor 1849. szeptember 7-én a vár őrségével együtt tette le a fegyvert. A szabadságharc után atyjával, Szilády Károllyal, aki könyvkereskedő volt, Kecskeméten telepedett le és a csendes polgári foglalkozásnak élt. Az 1850-es években könyvkereskedő volt, majd egy ideig mint magánmérnök működött; 1860-ban megválasztatott városi főmérnöknek. 1867-ben a honvédegylet tagja lett. Az 1867-es kiegyezés után a baloldalnak, majd az 1875. évi kiegyezés után a szélső baloldalnak volt híve és vezére. 1878-ban Kecskemét országgyűlési képviselőjének választotta és az is maradt 1883. október 26-án Kecskeméten történt haláláig. Felesége Veres/Vörös Ottília volt, aki Kecskeméten hunyt el 1914-ben.

## Munkája
- Kecskemét sz. kir. város térképe. A Szilády Lajos 1869-iki felmérése után általa készített térképszelvényekről szerk. és rajzolta László Károly, városi mérnök (1" = 50°), Kecskemét, 1879.

Programbeszédei és beszámolója a helyi lapokban, országgyűlési beszédei a Naplókban vannak.